# Professor Mamlok
Professor Mamlok (Профессор Мамлок) è un film del 1938 diretto da Adol'f Minkin e Gerbert Moricevič Rappaport.